# 能勢頼吉
能勢 頼吉（のせ よりよし）は、戦国時代から安土桃山時代にかけての武将。宇喜多氏の家臣。備前国本太城主。八浜七本槍の一人。

## 略歴
能勢氏は備前児島郡の小領主。多田頼貞の後裔というが、詳しい系譜は不明。
備前松田氏に属していたが、後に宇喜多氏に属し、永禄10年（1567年）の明善寺合戦で荘元祐を討ち取る勲功をあげたとされる。天正9年（1581年）の八浜合戦にも参戦して戦功を挙げている。
元禄17年（1704年）に石丸定良によって編纂された『備前記』には、法名を寿三であったとしている。畑和良は鎌倉妙本寺に伝わる過去帳の1つ『妙本寺大堂常什回向帳』の中に「能勢八十郎父 寿讃」という人物が掲載されていることを指摘した上で、能勢八十郎は関ヶ原の戦い直前に作成された『宇喜多氏分限帳』より宇喜多秀家から360石を与えられた実在の家臣であるため、寿讃＝寿三も実在の人物であるとしている。同時に能勢氏の本拠地については頼吉が建てたとする説（『備陽国誌』）がある妙勝寺の所在する旭川河口部右岸（当時）にあったと考えられ、本太城からは離れすぎていることを指摘し、頼吉が本太城主になったのは高松城の水攻め後に毛利氏と宇喜多氏の間の国境画定によって児島地域が宇喜多領と確定した（中国国分）後ではないかとしている。
子孫は池田氏に200石で仕官し、池田綱政の治世に寺社奉行をしていた能勢勝右衛門などを輩出している。

## 能勢氏略系図
源頼光－（八代略）－多田頼貞－多田（能勢）頼仲－（五代略）－能勢頼吉